# Fosfuro de lantano
El fosfuro de lantano es un compuesto inorgánico de lantano y fósforo cuya fórmula química es LaP.

## Síntesis
El fosfuro de lantano puede obtenerse calentando lantano metálico con exceso de fósforo en el vacío:
4 La + P4 → 4 LaP

## Propiedades físicas
El fosfuro de lantano forma cristales negros de un sistema cúbico, grupo espacial Fm3m, parámetros de celda a = 0,601 nm, con número de fórmulas por celda unidad Z = 4.
Los cristales son muy inestables y se descomponen al aire libre.

## Propiedades químicas
El fosfuro de lantano reacciona con el agua, liberando gas fosfina altamente tóxico:
LaP + 3H2O → La(OH)3 + PH3

## Usos
El compuesto de fosfuro de lantano es un semiconductor utilizado en aplicaciones de alta potencia y alta frecuencia, y en diodos láser.

## Polifosfuro de lantano
Además del fosfuro simple, LaP, el lantano y el fósforo también pueden formar compuestos ricos en fósforo como LaP5y LaP7.